# Mergulhão-de-pescoço-castanho

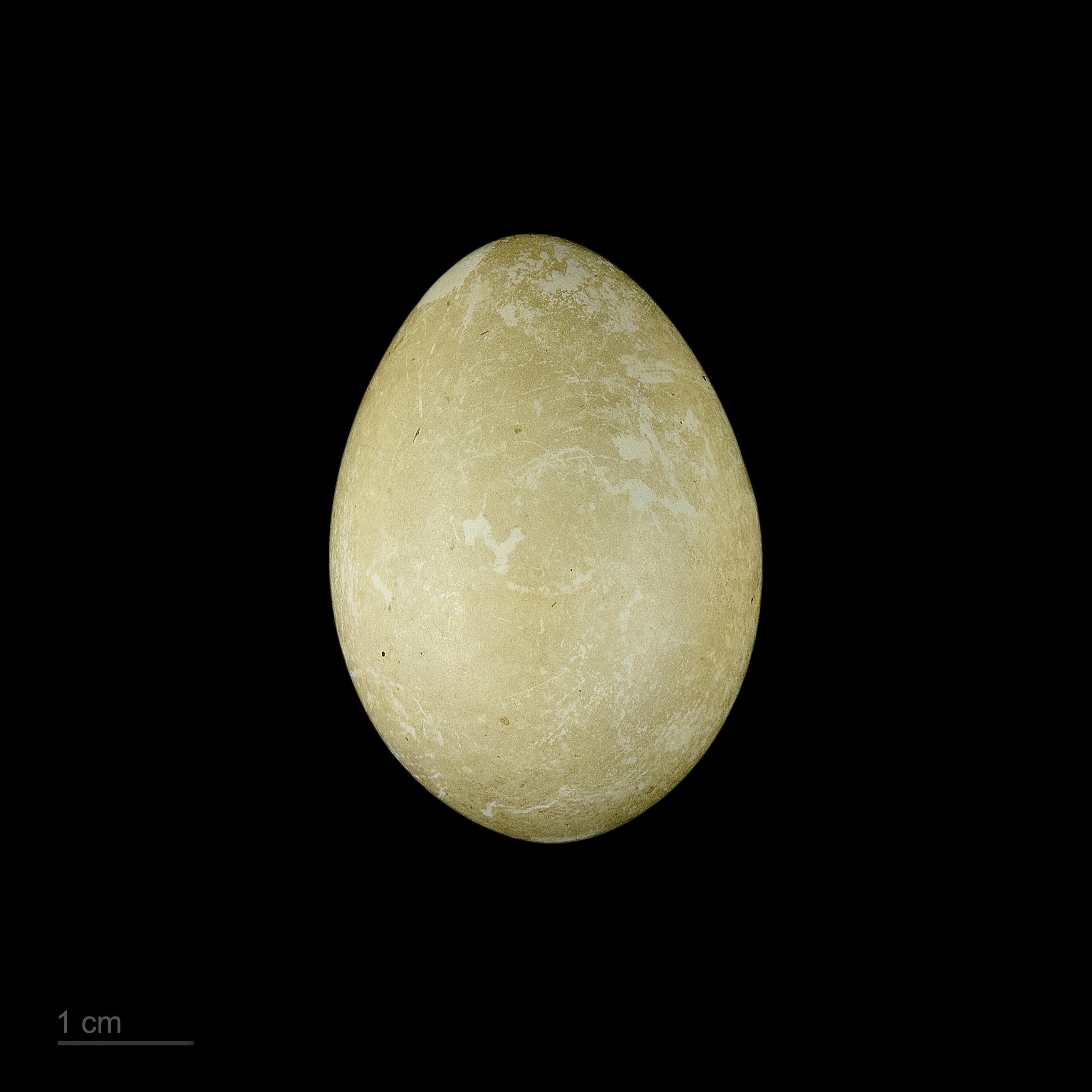
Podiceps auritus - MHNT

O mergulhão-de-pescoço-castanho ou mergulhão-de-penachos (Podiceps auritus) é uma ave da família Podicipedidae. É praticamente do mesmo tamanho que o mergulhão-de-pescoço-preto, com o qual pode confundir-se facilmente quando em plumagem de Inverno. Distingue-se sobretudo pelas faces mais brancas e pelo perfil da cabeça.
Este mergulhão nidifica no norte da Europa e inverna nas costas das latitudes temperadas, sendo muito raro em Portugal.

## Subespécies
A espécie é monotípica (não são reconhecidas subespécies).